# Nematomorpha
Il phylum Nematomorpha (dal greco: νῆμα, nema = filo e μορφή, morphé = forma) è costituito da oltre 300 specie note di animali pseudocelomati a corpo filamentoso e non segmentato, dimensioni che possono superare il metro in lunghezza con diametro di 1-3 mm. I vermi adulti vivono liberi in ambienti d'acqua dolce (laghi, stagni, fiumi, pozzi etc.); le larve sono invece parassiti.

## Tassonomia
I Nematomorfi comprendono due classi di vermi (Nectonematoidei e Gordioidei) a corpo filamentoso non segmentato, somiglianti morfologicamente ai Nematodi. Sebbene i rapporti all'interno del phylum non siano del tutto chiari, si ammette che la classe dei Nectonematoidei sia effettivamente più affine ai Nematodi, soprattutto all'ordine Mermithida, mentre la classe dei Gordioidei sia forse più vicina ai Chinorinchi e ai Priapulidi.
A differenza dei Mermithida i Nematomorfi hanno una cloaca terminale, mentre gli adulti maschi dei Mermithida sono di colore marrone chiaro, hanno una o due spicole poco prima dell'estremità caudale, una cuticola più liscia e più sottile, e sono privi di areole.

## Descrizione
Le larve dei Nematomorfi sono parassiti di Artropodi ed Irudinei e sono dotate di una proboscide retrattile, armata di spine e stiletti per penetrare nella cuticola dell'organismo parassitato. Le larve sono prive di apparato digerente e si nutrono delle sostanze organiche dell'ospite assimilandole attraverso la parete del corpo. In seguito subiscono varie mute fino a quando non metamorfosano in adulti emergendo dalla cute dell'ospite quando questo si trova in un ambiente acquatico o nelle sue vicinanze.

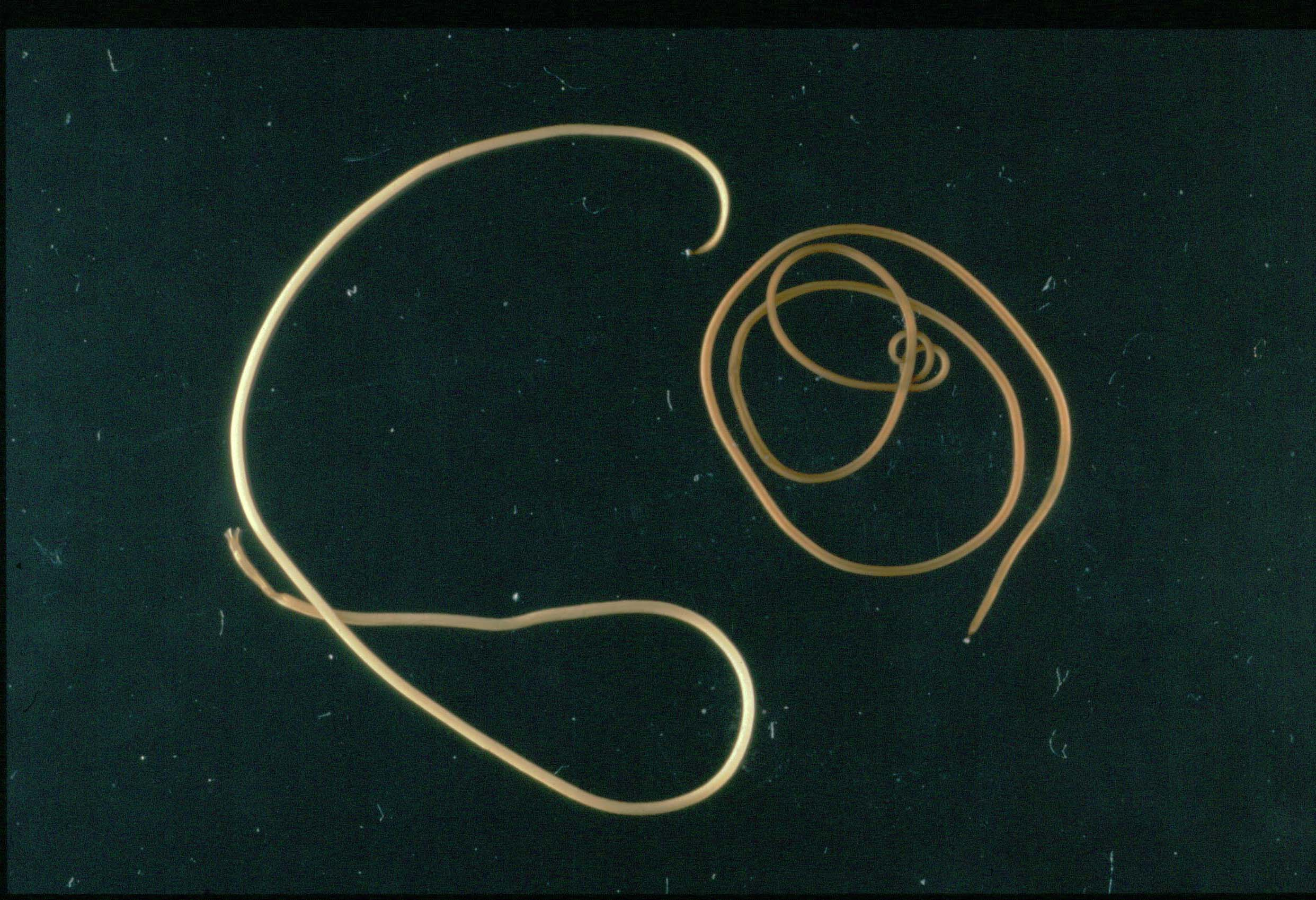
Forme adulte di Paragordius tricuspidatus. Il maschio (a sinistra) è riconoscibile per l'estremità triforcuta.

I Nematomorfi adulti conducono vita libera, possono raggiungere la lunghezza di 50 cm ma il loro diametro non supera mai i 2–3 mm (somigliando così a dei lunghi capelli in movimento).
Come i Nematodi, anche i Nematomorfi sono privi di muscolatura circolare nella parete del corpo e la sola muscolatura longitudinale gli permette dei semplici movimenti di flessione ed ondulazione. Gli adulti sono privi di apparato digerente e non si alimentano, hanno vita breve rispetto alle larve e il loro compito principale è quello di riprodursi.

## Riproduzione e sviluppo
Sono animali dioici a fecondazione interna. I maschi sono in genere di dimensioni più piccole delle femmine e si distinguono per la coda che mostra una ramificazione nella zona terminale. Dopo l'accoppiamento, le femmine depongono le uova che, dopo 2-4 settimane, si schiudono liberando le larve.
Queste penetrano subito all'interno di artropodi al cui interno rimangono per tutto lo sviluppo, al termine del quale l'adulto fuoriesce di solito dall'apertura anale.

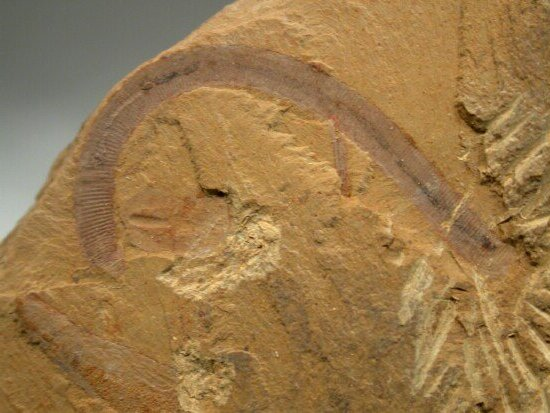
Fossile di Maotianshania cylindrica.

## Evoluzione
I nematomorfi sembrano essere apparsi molto presto, addirittura nel Cambriano inferiore (circa 520 milioni di anni fa). I più antichi resti fossili di questi animali si rinvengono nel giacimento di Maotianshan, in Cina: numerosi sono gli esemplari di Maotianshania, Cricocosmia e Paleoscolex. Da allora non sembrano aver modificato molto la loro struttura corporea, anche se le prime specie probabilmente non erano parassitiche.